# Asura incompleta
Asura incompleta là một loài bướm đêm thuộc phân họ Arctiinae, họ Erebidae.